# Johannes Koerbagh
Johannes Koerbagh (Amsterdam, 1634 - 1672) was een Nederlands filosoof en is vooral bekend als de jongere broer van Adriaen Koerbagh en als lid van de Amsterdamse Spinoza Kring. Johannes Koerbagh hield tijdens zijn studies een nu verloren album amicorum bij en na zijn dood werd zijn omvangrijke bibliotheek geveild (de catalogus hiervan is wel bewaard). Beide broers studeerden in respectievelijk Utrecht, Franeker en Leiden, Johannes alleen studeerde daarna nog te Groningen en promoveerde uiteindelijk in 1664 in de theologie te Franeker. Hoewel Johannes zijn ideeën nooit publiceerde, wordt uit de notulen van de Amsterdamse kerkenraad duidelijk dat hij reeds in 1666, dus twee jaar voor Adriaen zijn boeken publiceerde, de centrale gedachten van die boeken verdedigde. In 1668 werden zij gearresteerd op verdenking van het publiceren van goddeloze boeken, maar Johannes moest wegens gebrek aan bewijs worden vrijgelaten. Na de veroordeling en dood van Adriaen is Johannes Koerbagh de resterende drie jaar van zijn leven nog regelmatig in de openbaarheid getreden, meer bepaald als een van de centrale sprekers van de vergaderingen van collegianten.